# Número 8 (rugby)

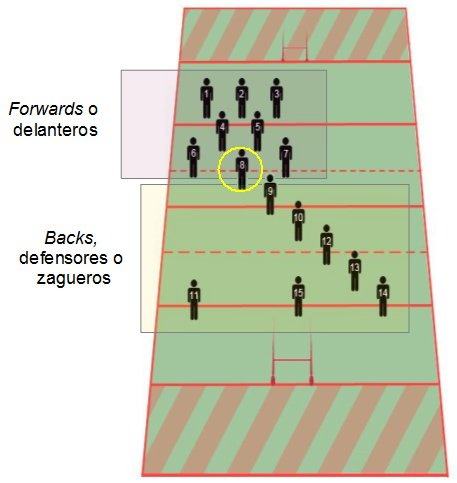
El ocho u octavo es un delantero o forward que se ubica en el centro de la tercera línea del scrum, habitualmente con el número 8.

El número ocho, octavo, simplemente ocho o en ocasiones tercera línea, es la denominación que recibe una posición en un equipo de rugby union (15 jugadores). El ocho integra el grupo de delanteros o forwards, ubicado en el centro de la tercera línea del scrum o melé. Habitualmente es el jugador que lleva el número 8, de donde toma el nombre.

## Características
En las formaciones de scrum el ocho se sitúa por detrás de los dos segundas líneas. Si la formación avanza con la posesión del balón, es el encargado de evitar que salga fuera de la misma hasta que su medio scrum se lo indique. También puede tomar la decisión de coger el balón con las manos, abandonar la formación y tratar de avanzar entre la defensa contraria.

## Jugadores Número 8 destacados
- Zinzan Brooke
- Wayne Shelford
- Kieran Read
- Morné du Plessis
- Sebastien Chabal
- Lawrence Dallaglio
- Imanol Harinordoquy
- Sergio Parisse
- Abdelatif Benazzi
- Ben Clarke
- Toutai Kefu
- Murray Mexted
- Dean Richards
- Laurent Rodríguez
- Scott Quinell
- Juan Martín Fernández Lobbe
- Louis Picamoles
- Brian Lochore
- Mamuka Gorgodze
- Hennie Muller
- Mervyn Davies
- Danie Rossouw
- Pierre Spies
- Jamie Heaslip
- Duane Vermeulen
- Billy Vunipola
- Taulupe Faletau
- Facundo Isa
- David Pocock
- Ardie Savea
- Grégory Alldritt